# Glenn Hodel
Glenn Hodel(Pivot,22 de novembro de 1996) é um futebolista de areia suíço, artilheiro da Copa do Mundo de Futebol de Areia de 2021, com 12 gols em 5 jogos.
Atualmente joga no futebol espanhol, pelo Levante e atua desde 2013 na seleção suíça jogando 3 edições da Copa dO Mundo, em 2015, 2019 e 2021.